# Hemliga sjuan-böckerna
Hemliga sjuan-böckerna, bokserie skriven av Enid Blyton,  handlar om sju barn som har en klubb, The secret sevens. Barnen får vara med om en massa äventyr och spännande händelser. Böckerna utkom som pojkböcker med gröna ryggar i serien B. Wahlströms ungdomsböcker åren 1955 till 1964.

## Hemliga sjuan-böckerna
- Hemliga sjuan (The secret Seven) (översättning Britt G. Hallqvist, 1955)
- Hemliga sjuan och cirkusmysteriet (Secret Seven adventure) (översättning Britt G. Hallqvist, 1956)
- Hemliga sjuan och mysteriet Max (Well done, Secret Seven) (översättning Britt G. Hallqvist, 1957)
- Hemliga sjuan på spåret (Secret Seven on the trail) (översättning Britt G. Hallqvist, 1958)
- Hemliga sjuan i farten (Go ahead, Secret Seven!) (översättning Astrid Borger, 1958)
- Hemliga sjuan i elden (Good work, Secret Seven) (översättning Astrid Borger, 1959)
- Hemliga sjuan och grottmysteriet (Secret Seven win through) (översättning Astrid Borger, 1959)
- Hemliga sjuan och det tomma huset (Three cheers, Secret Seven) (översättning Astrid Borger, 1960)
- Hemliga sjuan får ett uppdrag (Secret Seven mystery) (översättning Astrid Borger, 1960)
- Hemliga sjuan löser en gåta (Puzzle for the Secret Seven) (översättning Hanne-Lise Martin, 1961)
- Hemliga sjuan gör fyrverkeri (Secret Seven fireworks) (översättning Ingegärd Martinell, 1961)
- Hemliga sjuan och slottsmysteriet (Good old Secret Seven) (översättning Ingegärd Martinell, 1962)
- Hemliga sjuan och fågelholk-mysteriet (Look out, Secret Seven) (översättning Leila Fåhræus, 1963)
- Hemliga sjuan och hundtjuvarna (Shock for the Secret Seven) (översättning Leila Fåhræus, 1963)
- Hemliga sjuan och hästtjuvarna (Fun for the Secret Seven) (översättning Leila Fåhræus, 1964)

## Huvudpersoner
De sju barnen i Hemliga Sjuan - H 7 - bor i en engelsk småstad; till skillnad från många andra av Blytons bokbarn går de inte på internatskola, utan på ortens pojk- resp. flickskola. Klubbens ordförande är den något diktatoriske Peter; han och hans syster Janet - som är barn till en välbärgad lantbrukare - är de som håller H 7:s verksamhet igång. Klubbens sammanträdeslokal - ett skjul - ligger på deras familjs gård, och deras hund, cockerspanieln Micko (orig. Scamper), är H 7:s maskot. De andra barnen i klubben heter Jack, George, Colin, Pam och Barbara - de båda sistnämnda skildras inte som överdrivet klipska, vilket lett till kritik av böckerna. Den av barnen, förutom Peter och Janet, som sticker ut mest är Jack - han hamnar ständigt i lojalitetskonflikt mellan H 7 och sin familj, eftersom hans odrägliga syster Susie (ofta med någon lika odräglig kompis i släptåg) ständigt försöker göra narr av klubben och sabotera deras verksamhet.

## Svenska utgåvor
De 15 böckerna i originalserien översattes alla till svenska. Utgivningens ordning följde den engelska med undantaget ändrad ordningsföljd på Hemliga sjuan och fågelholksmysteriet och Hemliga sjuan och hundtjuvarna. Omslagen på denna första svenska utgåva gjordes av Gunnar Olofsson och Heidi Lindgren. En del påminde om de engelska förlagorna, medan andra var självständiga.  Wahlström gav ut serien på från slutet av 1970-  till början av 1980-talet i Poppis-serien. Denna utgivning följde inte den engelska ordningen i utgivningen. Böckerna förkortades relativt mycket och illustrationerna försvann.